# زاولة عليا (مقاطعة دالاهو)
زاولة عليا (بالفارسية: زاوله علیا) هي قرية تقع في كرمانشاه في إيران. يقدر عدد سكانها بـ 159 نسمة بحسب إحصاء 2016.